# Twin Peaks (restauration)
Pour les articles homonymes, voir Twin Peaks.
Twin Peaks est une chaîne américaine de bars et restaurants de type « breastaurants ». Fondée en 2005 à Lewisville, au Texas, elle compte en septembre 2014 57 points de vente dans son pays d'origine.